# Hispasat
Hispasat és una empresa, creada el 1989, que opera una sèrie de satèl·lits de comunicacions espanyols del mateix nom. Van ser planificats per l'Instituto Nacional de Técnica Aeroespacial i l'Agència Espacial Europea. Pertanyen a Eutelsat (27,69%) i inversionistes privats d'Espanya. La flota de satèl·lits d'HISPASAT permet distribuir més de mil canals de televisió i ràdio a més de trenta milions de llars, així com serveis de banda ampla en entorns fixos i mòbils.
El primer satèl·lit posat en òrbita va ser l'Hispasat 1A al setembre de 1992 a bord d'un vehicle llançador Ariane 4, des del Centre Espacial de Kourou (Guayana francesa) i es va situar en òrbita geoestacionària en la posició 30º Oest a 36 000 km d'altura, on es posicionen des de llavors tots els seus satèl·lits de la sèrie Hispasat (1A, 1B, 1C, 1D, 1I i els futurs AG1 i 1F), centrats principalment al mercat espanyol i europeu.
La sèrie dels satèl·lits Amazonas (61º Oest) inaugurada en el 2004 amb el llançament del primer Amazonas, se centra al mercat americà (principalment llatinoamericà). L'Amazonas 2, el satèl·lit de comunicacions de major potència amb cobertura panamericana, es va llançar l'1 d'octubre de 2009 i va permetre a HISPASAT duplicar la seva capacitat en el continent, tornant a ampliar amb l'Amazonas 3 (2013), 4A (2014) i 4B (2015).

## Estructura societària i accionariat
La Societat HISPASAT, unida a les seves societats dependents HISPASAT Canarias, HISPAMAR (joint venture d'HISPASAT amb l'operador brasiler de telefonia Oi) i a les associades HISDESAT Servicios Estratégicos y Galileo Sistemas y Servicios, conformen el grup HISPASAT.
El repartiment accionarial d'HISPASAT ve definit pel caràcter estratègic que la companyia posseeix per a l'Administració i el mercat de les telecomunicacions espanyoles. Així, en l'accionariat d'HISPASAT poden trobar-se, en el 2012, a representants del sector públic espanyol -l'Institut Nacional de Tècnica Aeroespacial (INTA), amb un 16,42%, la Societat Espanyola de Participacions Industrials (SEPI), amb un 7,41%, i el Centre per al Desenvolupament Tecnològic i Industrial (CDTI), amb un 1,85%-, i Eutelsat, amb un 33,6%- i Abertis, grup especialitzat en la gestió d'infraestructures i serveis de telecomunicacions, amb el 40,6%.
El 21 de febrer 2012 la premsa informa que Telefónica ven a Abertis la seva participació en Hispasat, i el Consell de ministres espanyol autoritza la venda el desembre 2012.
| Accionista       | Capital | Accionista | Capital |
| ---------------- | ------- | ---------- | ------- |
| Abertis          | 40,6%   | -          | -       |
| Eutelsat         | 33,68%  | Abertis    | 2,31%   |
| Eutelsat         | 33,68%  | Altres     | 25,37%  |
| Govern d'Espanya | 25,69%  | INTA       | 16,42%  |
| Govern d'Espanya | 25,69%  | SEPI       | 7,41%   |
| Govern d'Espanya | 25,69%  | CDTI       | 1,86%   |

## Flota de satèl·lits d'HISPASAT[7][8]
| Nom          | Data Llançament  | Ús / Contractista / Llançador                                                                 | Posició orbital / Transpondedors / Cobertures                                                            |
| Hispasat 1A  | 11-Setembre-1992 | Televisió Digital i comunicacions governamentals-militars / Matra Marconi Space / Arianespace | La fi de vida útil va ser en el 2003                                                                     |
| Hispasat 1B  | 22-Juliol-1993   | Televisió Digital i comunicacions governamentals-militars / Matra Marconi Space / Arianespace | La fi de vida útil va ser en el 2003                                                                     |
| Hispasat 1C  | 03-Febrer-2000   | Televisió Digital i serveis de ràdio, així com xarxes VSAT / Alcatel Space / Atles            | 30º Oest / 24 transpondedors en banda Ko / Europa, Nord d'Àfrica, Amèrica                                |
| Hispasat 1D  | 18-Setembre-2002 | Reemplaça als Hispasat 1-A i 1-B en serveis civils / Alcatel Space / ILS                      | 30º Oest / 28 transpondedors en banda Ko / Europa, Nord d'Àfrica, Amèrica                                |
| Amazonas 1   | 05-Agost-2004    | Civil-Comunicacions / EADS Astrium / ILS                                                      | 61º Oest / 32 transpondedors en banda Ko i 19 transpondedors en banda C / Amèrica, Europa, Nord d'Àfrica |
| Xtar-Eur     | 12-Febrer-2005   | Ús Militar / Space Systems/Loral / Arianespace                                                | 29º Aquest / 12 transpondedors en banda X / Europa, Àsia                                                 |
| Spainsat     | 11-Març-2006     | Ús Militar Info / Space Systems/Loral / Arianespace                                           | 30º Oest / 13 transpondedors en banda X i 1 transpondedor en banda Ka / Amèrica, Europa, Àfrica          |
| Amazonas 2   | 01-Octubre-2009  | Civil-Comunicacions / EADS Astrium / Arianespace                                              | 61º Oest / 54 transpondedors en banda Ko i 10 transpondedors en banda C / Amèrica                        |
| Hispasat 1I  | 29-Desembre-2010 | Civil-Comunicacions / Space Systems/Loral / Arianespace                                       | 30º Oest / 53 transpondedors en banda Ko / Europa, Nord d'Àfrica, Amèrica                                |
| Amazonas 3   | En 2013          | Civil-Comunicacions / Space Systems/Loral / Arianespace                                       | 61º Oest / 33 transpondedors en banda Ko i 19 transpondedors en banda C / Amèrica                        |
| Paz          | 22-febrer-2018   | Ús Militar / Astrium Espanya / Kosmotras                                                      | - / Radar en banda X / -                                                                                 |
| Hispasat AG1 | En 2014          | Civil-Comunicacions / OHB-System GmbH / Arianespace                                           | - / 24 transpondedors en banda Ko i 3 transpondedors en banda Ka / Europa, Nord d'Àfrica, Amèrica        |
| Enginyo      | En 2014          | Ús Militar / Astrium Espanya / ?                                                              | - / Instrument Òptic (Observació) / -                                                                    |
| Hisnorsat    | En 2014          | Ús Militar / ? / ?                                                                            | - / 40 transpondedors / -                                                                                |
| Hispasat 1F  | 6-Març-2018      | Civil-Comunicacions / SSL / SpaceX                                                            | 30º Oest / 40 / Europa, Nord d'Àfrica, Amèrica                                                           |
| Amazonas 4A  | 22-Març-2014     | Civil-Comunicacions / Orbital Sciences Corporation / Arianespace                              | 61º Oest / 24 transpondedors en banda Ko / Amèrica                                                       |
| Amazonas 4B  | En 2015          | Civil-Comunicacions / Orbital Sciences Corporation / ?                                        | 61º Oest / ? / Amèrica                                                                                   |

## Projectes d'R+D+i

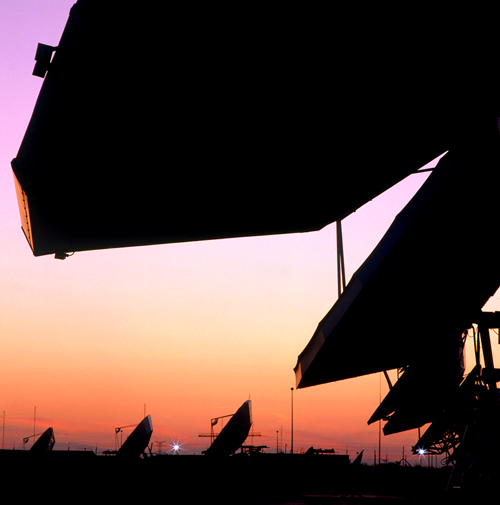
Antenes del Centre de Control Satel·litari d'HISPASAT a Arganda del Rey (Madrid).

Palco HD: HISPASAT coordina el projecte Palco HD iniciat al juny de 2007. El seu objectiu principal és determinar els paràmetres per a la transmissió de TVAD per satèl·lit per a la seva recepció tant en instal·lacions individuals com en col·lectives, i incloure-hi el desenvolupament de l'equipament de distribució de senyals DVB-S2 en ICTs i cable i de mesura de senyals DVB-S2 per a la seva utilització en les ICTs.
TDT Universal por satélite: HISPASAT és coordinador del projecte Profit d'R+D+i TDT Universal via satèl·lit, que el seu objectiu principal és avaluar i investigar diferents alternatives tecnològiques per a l'extensió de la cobertura de la TDT al 100% de la població espanyola, mitjançant la implementació d'una plataforma via satèl·lit.
SIMBAD (Sistema Innovador de Comunicacions Bidireccionals per Satèl·lit per a vehicles amb Mobilitat): S'investiga la tecnologia d'enllaç ràdio per a comunicacions amb helicòpters. Aquest sistema és d'utilitat en aplicacions vinculades a Protecció Civil, control d'incendis forestals, retransmissió d'esdeveniments esportius especials, etc.
FURIA (Futura Xarxa Integrada Audiovisual): Gràcies a aquest sistema, l'usuari podrà gaudir de diversos serveis com a televisió, ràdio, descàrrega de continguts, interactivitat, etc., en diferents tipus de terminals que poden estar o no en moviment.
MEDNet (Latin America Health Care Network - Satèl·lits Intel·ligents al Servei de la Telemedicina): El projecte MEDNet ofereix, als habitants de zones rurals geogràficament disperses i incomunicades d'Iberoamèrica, en les quals no es disposa d'una infraestructura sanitària adequada, la possibilitat d'accedir, a través d'enllaços via satèl·lit d'HISPASAT, a serveis mèdics de diagnòstic i a l'assistència sanitària prestada per metges i personal especialitzat en ginecologia, pediatria, cardiologia i malalties contagioses, situats en zones urbanes amb infraestructures sanitàries avançades.